# 雲間詞派
雲間詞派或稱雲間詩派或合稱雲間派，是明末清初的一個文學流派。

## 历史
雲間即今上海松江，清代屬松江府。雲間派以陳子龍為首，詩、詞與駢文皆擅長，又與同郡的李雯、宋徵輿則同聲相和，號稱“雲間三子”:17，後來又有“雲間六子”。雲間派是明代詩詞第三次重要的復古運動，詩學以漢魏盛唐爲圭臬，與前七子、後七子並稱“風雅三嬗”:762:46。清人彭孙遹曾说：“近人诗余，云间独盛。”清初词坛深受云间派的影响，西泠十子即繼承雲間派之餘緒，皆出於陳子龍之门。陈维崧早年也师从陈子龙，“忆昔我生十四五，初生黄犊健如虎。华亭叹我骨格奇，教我歌诗作乐府。”